# 콩고 민주 공화국 서부 충돌
콩고 민주 공화국 서부 충돌은 2022년 6월부터 시작된 콩고 민주 공화국 서부 지역에서 모봉도 민병대가 콩고 민주 공화국군(FARDC)와 테케족에게 가하는 일련의 군사적 공격이다. 모봉도 민병대는 전통적으로 테케족이 거주하고 있는 지역으로 이주하는 야카족과 다른 민족으로부터 모병받아 활동하고 있기 때문에 분쟁에는 민족, 인종적 요소가 끼어 있다.

## 배경
콩고 민주 공화국의 수도 킨샤사 동북쪽 지역, 특히 바테케고원 지역은 역사적으로 낙후되고 가난한 지역이다. 이 지역에 사는 원주민은 주로 테케족으로 구성되어 있다. 하지만 시간이 지나면서 퀼루주와 쾅고주 등 인근 지역의 소수민족에 속하는 이주민들이 농장 지을 땅을 찾아 전통적인 테케족 거주 지역으로 몰려들기 시작했다. 주로 야카, 음발라족, 수쿠족으로 구성된 이 이주민은 테케족 족장에게 관습적인 세금을 납부하는 조건으로 정착을 허용받았다. 이 세금은 일반 테케족 농민도 납부했지만 이주민들은 이 세금이 불공평하다고 인식했다.
수 년에 걸쳐 긴장이 고조되었다. 흔하지는 않지만 이 지역에서 토지 소유권을 둘러싼 폭력적인 분쟁이 주기적으로 일어났다. 결국 2022년 테케족 족장은 농사 허가에 내는 세금을 인상하겠다고 선언했고 납부를 거부한 수많은 농민들이 분노했다. 족장은 세금을 징수하기 위해 무력을 사용하러 시도했다. 한편 관습세가 완전 폐지되었다는 내용의 콩고 민주 공화국 내무부의 인장이 찍힌 가짜 서한이 유포되면서 긴장이 더욱 고조되었다.

## 전개

### 2022년
2022년 6월 9일 마이은돔베주의 바테케쉬드 구역에 있는 마시아음베 마을에서 세금 인상에 반대하는 야카족 및 음발라족 농부들이 모인 곳에서 폭력 사태가 시작되었다. 군중은 지역 족장의 집으로 행진하며 돌을 던지기 시작했고, 족장 동생이 사냥용 소총으로 발포해 야카족 농부 한 명을 사살하며 대응했다. 이에 대한 보복으로 야카족 농부들은 다음 날 대규모로 돌아와 마시아음베 마을을 습격해 족장의 집을 불태우고 마을을 약탈했다. 이 때부터 토지와 세금을 둘러싼 갈등이 점점 더 격렬해지고 콰무스 마을이 분쟁의 중심지가 되었다.
6월 말, 야카족은 전통 부적 이름을 따 "모봉도"라는 이름의 민병대를 조직했다. 새로운 모봉도 민병대는 주로 마체테, 활, 창, 군용 돌격 소총 수 자루를 포함한 소수의 총기로 무장했다. 모봉도는 민간인을 살해하고 재산을 약탈하면서 테케족 공동체를 공격하기 시작했다. 일부 테케족도 무장 단체를 조직해 야카족 공동체를 공격했으나 수적으로 열세였고 곧 모봉도에게 밀려났다. 민병대의 작전이 늘어나고 테케족이 공격을 피해 달아나자 무장 단체는 조세 저항이라는 원래의 목표에서 벗어나 점점 더 테케족 영토를 완전히 장악한다는 목표를 향해 가기 시작했다. 그 후 몇 달 간 모봉도는 테케족 마을 43곳을 약탈했다. 얀시족도 테케족의 동맹으로 인식되어 공격 표적이 되었다. 공격이 확대됨에 따라 민병대의 조직이 점점 더 강화되었고 당시 가장 유명했던 농부인 오동 니키모나 쿰부를 중심으로 결집했다. 쿰부는 스스로를 "키암부"라는 야카 왕족 칭호를 부여하고 자신의 "야카족의 전통 왕이자 정신적 지도자"라고 말하기 시작했다. 이런 상황에서 모봉도 민병대도 바케테고원이 "고대 야카족의 룬다 왕국"의 땅이라고 주장하며 점령을 시도했다. 경찰은 오동 키암부와 '코브라', '사담' 등의 코드네임으로 알려진 기타 다른 용의자 5명을 모봉도 지도자 혐의로 수색 영장을 발부했다.

### 2023년
2023년 5월 11일 모봉도가 응마 지역을 공격해 군인 1명과 민병대원 4명이 사망했다. 6월 29일에는 모봉도가 테케족 주민이 탄 트럭을 급습해 약 20명의 민간인을 살해했다. 9월 17일에는 물로시 마을 인근에서 군인 3명과 민병대원으로 추정되는 사람 15명이 사망했다. 2022년 9월 민병대는 멘쿼, 파댜카, 살롱고, 음푸무잘레를 포함한 콰무스 지역 144개 마을 중 73개 마을을 점령했다.
11월 16일 콩고 민주 공화국군이 몇 달간 모봉도가 점령했던 은셰맘품, 은셀레 마을을 탈환했다.

### 2024년
1월 7일, 모봉도는 음부셰 마을을 점령해 마을 주민 4명을 살해하고 2명을 부상입혔다. 10일 후에는 멘쿼 마을을 다시 점령했다.
1월 23일에는 콰무스 지역의 한 마을을 공격해 약 10명이 사망했고, 2월 2일에는 쾅고주에서 7명이 추가로 사망했다. 4월 6일에는 모봉도가 은가우 마을을 공격해 5명이 사망했다.

### 2025년
2025년 3월 2일, 군 순찰대가 마이-은돔베 지방의 콰머스 영토에 있는 모봉도 민병대 본부를 점거하면서 모봉도 민병대원 8명이 사망했다. 사망자에는 민병대 지도자 1명도 포함되었다.